# Lola Pater
Pour les articles homonymes, voir Lola et Pater.
Pour plus de détails, voir Fiche technique et Distribution.
Lola Pater est une comédie dramatique franco-belge réalisée par Nadir Moknèche, sortie en 2017.

## Synopsis
À la mort de sa mère, Zino décide de retrouver son père, Farid. Mais, il y a 25 ans, Farid est devenu Lola…

## Fiche technique
- Titre original : Lola Pater
- Réalisation : Nadir Moknèche
- Scénario : Nadir Moknèche
- Décors : Johann George
- Costumes : Paule Mangenot
- Photographie : Jeanne Lapoirie
- Montage : Chantal Hymans
- Musique : Pierre Bastaroli
- Producteurs : Bertrand Gore et Nathalie Mesuret
- Productrice associée : Sandra da Fonseca
- Coproducteur : Jacques-Henri Bronckart
- Production : Blue Monday Productions et Versus Production
- SOFICA : Indéfilms 5
- Distribution : ARP Sélection
- Coaching danse orientale : Yaël Zarca
- Pays d’origine :  France et  Belgique
- Format : couleur
- Genre : comédie dramatique
- Durée : 95 minutes
- Dates de sortie :
  -  Suisse : 3 août 2017
  -  France : 9 août 2017

## Distribution
- Fanny Ardant : Lola/Farid Chekib
- Tewfik Jallab : Zino Chekib
- Nadia Kaci : Rachida
- Lucie Debay : Paula
- Lubna Azabal : Malika Chekib
- Véronique Dumont : Catherine
- Bruno Sanches : Fred
- Nadir Moknèche : mari de Rachida
- Raphaëlle Bruneau : la gardienne de l'immeuble
- Ahmed Zerari : Farid jeune adulte

## Accueil

### Accueil critique
L'accueil critique est positif : le site Allociné recense une moyenne des critiques presse de 3,5/5, et des critiques spectateurs à 3,3/5. 

### Box-office
- France : 137 336 entrées

## Distinctions

### Sélections
Le film a été présenté en première mondiale au Festival international du film de Locarno 2017 en sélection Piazza Grande.